# Gordon E. Gates
Pour les articles homonymes, voir Gates.
Gordon Enoch Gates (11 janvier 1897 - 11 juin 1987), biologiste américain, fut un des plus grands spécialistes des vers de terre.

## Liste complète des travaux de Gordon Enoch Gates

### 1925-1929
- 1. 1925. Note on a new species of Drawida from Rangoon, Burma. Ann. Mag, Nat. Hist. London (9), 16: 660-664.
- 2. 1925. Note on an abnormal specimen of Pheretima posthuma (L. Vaill.). Rec. Indian Mus., Calcutta 27: 237-240.
- 3. 1925. Note on luminescence in the earthworms of Rangoon. Rec. Indian Mus., Calcutta 27: 471-473.
- 4. 1925. Notes on Rosa's Rangoon earthworms, Pheretima peguana and Eutyphoeus foveatus. Ann. Mag. Nat. Hist. London (9), 16: 561-577.
- 5. 1925. Some new earthworms from Rangoon, Burma. Ann. Mag. Nat. Hist. London (9), 15: 316-328.
- 6. 1925. Some new earthworms from Rangoon, Burma. II. Ann. Mag. Nat. Hist. London (9), 16: 49-64.
- 7. 1925. Some notes on Pheretima anomala Mich., and a related species new to India and Burma. Ann. Mag. Nat. Hist. London (9), 15: 538-550.
- 8. 1926. Note on a new species of Pheretima from Rangoon. Ann. Mag. Nat. Hist. London (9), 17: 411-415.
- 9. 1926. Notes on earthworms from various places in the province of Burma, with description of two new species. Rec. Indian Mus., Calcutta 28: 141-170.
- 10. 1926. Notes on Rangoon earthworms. The peregrine species. Ann. Mag. Nat. Hist. London (9), 17: 439-473.
- 11. 1926. Notes on seasonal occurrence of Rangoon earthworms. J. Bombay Nat. Hist. Soc. 31: 180-185.
- 12. 1926. Preliminary note on a new protozoan parasite of earthworms of the genus Eutyphoeus. Biol. Bull. Woods Hole 51: 400-404.
- 13. 1926. The earthworms of Rangoon. J. Burma Res, Soc., Rangoon 15: 196-221.
- 14. 1927. Note on a new species of Notoscolex, with a list of the earthworms of Burma. Ann. Mag. Nat. Hist. London (9), 19: 609-615.
- 15. 1927. Note on Perichaeta campanulata Rosa and Pheretima houletti (E. Perr.). Ann. Mus. Civ. Genova 52: 227-231.
- 16. 1927. Regeneration in a tropical earthworm Perionyx excavatus (E. Perr.). Biol. Bull. Woods Hole 53: 351-364.
- 17. 1929. A summary of the earthworm fauna of Burma with descriptions of fourteen new species. Proc. U.S. Natl. Mus. 75(10): 1-41.
- 18. 1929. Earthworms of North America. Proc. Washington Acad. Sci. 19: 339-347.
- 19. 1929. The earthworm fauna of the United States. Science 70(1811): 266-267.

### 1930-1934
- 20. 1930. Mitochondrial behavior. Science 72: 629-630.
- 21. 1930. On a new species of the moniligastrid genus Desmogaster from China. Ann. Mag. Nat. Hist. London (10), 6: 589-593.
- 22. 1930. The earthworms of Burma. I. Rec. Indian Mus., Calcutta 32: 257-356.
- 23. 1931. The earthworms of Burma. II. Rec. Indian Mus., Calcutta 33: 327-442.
- 24. 1932. The earthworms of Burma. III. The Megascolecidae. Rec. Indian Mus., Calcutta 34: 357-549.
- 25. 1932. The earthworms of China. Lingnan Sci. J. Canton 11: 509-514.
- 26. 1933. On a new gregarine from the coelom of a Burmese earthworm, Pheretima compta. Biol. Bull. Woods Hole 65: 508-511.
- 27. 1933. The earthworms of Burma. IV. Rec. Indian Mus. Calcutta 35: 413-606.
- 28. 1934. Notes on some earthworms from the Indian Museum. Rec. Indian Mus., Calcutta 36: 233-277.

### 1935-1939
- 29. 1935. New earthworms from China, with notes on the synonymy of some Chinese species of Drawida and Pheretima. Smithsonian Misc. Coll. 93(3): 1-19.
- 30. 1935. On some Chinese earthworms. Lingnan Sci. J. Canton 14: 445-457.
- 31. 1935. On some earthworms from East Perak and Christmas Island. Bull. Raffles Mus., Singapore 10: 80-95.
- 32. 1935. The earthworms of New England. Proc. New England Zool. Club, Cambridge 15: 41-44.
- 33. 1936. On a species of Eutyphoeus from Calcutta. Rec. Indian Mus., Calcutta 38: 513-517. [with a student, Maung Hla Kyaw]
- 34. 1936. On some earthworms from the Buitenzorg Museum. Treubia, Buitenzorg Java 15: 379-393.
- 35. 1936. On some earthworms from the Cameron Highlands, Pahang. Bull. Raffles Mus., Singapore 12: 87-117.
- 36. 1936. The earthworms of Burma. V. Rec. Indian Mus., Calcutta 38: 377-468.
- 37. 1937. Indian earthworms. I. The genus Pheretima. Rec. Indian Mus., Calcutta 39: 175-212.
- 38. 1937. Indian earthworms. II. Scolioscolides. Rec. Indian Mus., Calcutta 39: 305-310.
- 39. 1937. Notes on some species of Drawida and Pheretima with descriptions of three new species of Pheretima. Bull.Mus. Comp. Zool., Harvard 80: 305-335.
- 40. 1937. On earthworm populations and the formation of castings in Rangoon, Burma. J. Asiatic Soc., Bengal (Sci.) 2: 165-170. [with a student, Maung Hla Kyaw]
- 41. 1937. On some earthworms from Singapore. Bull. Raffles Mus., Singapore 13: 189-197.
- 42. 1937. The clitellum and sexual maturity in the Megascolecidae. J. Asiatic Soc., Bengal (Sci.) 2: 123-125. [with a student, Maung Hla Kyaw]
- 43. 1937. The genus Pheretima in North America. Bull. Mus. Comp. Zool., Harvard 80: 339-373.
- 44. 1938. Earthworms of the Malay Peninsula. Bull. Raffles Mus., Singapore 14: 206-222.
- 45. 1938. Indian earthworms. III. The genus Eutyphoeus. Rec. Indian Mus., Calcutta 40: 39-119.
- 46. 1938. Indian earthworms. IV. The genus Lampito Kinberg. V. Nellogaster gen. nov., with a note on Indian species of Woodwardiella. Rec. Indian Mus., Calcutta 40: 403-429.
- 47. 1938. Pheretima diffringens (Baird) and other Asiatic Pheretima. Lingnan Sci. J. Canton 17: 209-219.
- 48. 1939. Indian earthworms. VI. Nelloscoles gen. nov. Rec. Indian Mus., Calcutta 41: 37-44.
- 49. 1939. Indian earthworms. VII. Contribution to a revision of the genus Eudichogaster. Rec. Indian Mus., Calcutta 41: 151-218.
- 50. 1939. On a collection of lumbricids from South India. Vest. Ceske. Spol. Zool., Praha 6-7: 151-154.
- 51. 1939. On some species of Chinese earthworms with special reference to specimens collected in Szechuan by Dr. D.C. Graham. Proc. U.S. Natl. Mus. 85: 405-507.
- 52. 1939. Thai earthworms. J. Thailand Res. Soc., Bangkok Nat. Hist. Suppl. 12: 65-114.

### 1940-1944
- 53. 1940. Indian earthworms. VIII. Priodochaeta gen. nov. IX.Priodoscolex gen. nov. X. Contribution to a revision of the Indian section of the genus Megascolides. XI. Travoscolides gen. nov. Rec. Indian Mus., Calcutta 42: 115-143.
- 54. 1940. Indian earthworms. XII. The genus Hoplochaetella. Rec. Indian Mus., Calcutta 42: 199-252.
- 55. 1940. Indian earthworms. XIII. The genus Moniligaster. Rec. Indian Mus., Calcutta 42: 487-518.
- 56. 1940. On some earthworms from the Buitenzorg Museum. II. Treubia, Buitenzorg 17: 409-420.
- 57. 1941. Further notes on regeneration in a tropical earthworm, Perionyx excavatus (E. Perrier, 1872). J. Exp. Zool. 88: 161-185.
- 58. 1941. Notes on a Californian earthworm, Plutellus papillifer (Eisen, 1893). Proc. California Acad. Sci. 23: 443-452.
- 59. 1941. On some earthworms from Ceylon. Spolia Zeylanica, Columbo 23: 27-60.
- 60. 1941. Preoccupied names in the Oligochaeta. Rec. Indian Mus., Calcutta 43: 497.
- 61. 1942. Checklist and bibliography of North American earthworms. Amer. Midl. Nat. 27: 86-108.
- 62. 1942. Notes on various peregrine earthworms. Bull. Mus. Comp. Zool., Harvard 89: 63-144.
- 63. 1943. On some American and Oriental earthworms. Ohio J. Sci. 43: 87-116.
- 64. 1943. Some further notes on regeneration in Perionyx excavatus (E. Perrier). Proc. Natl. Acad. Sci. India, Allahabad 13: 168-179.
- 65. 1944. Note on luminescence in some Allahabad earthworms. Current Sci. 13: 131-132.
- 66. 1944. Regenerative capacity in Perionyx sansibaricus (Michaelsen, 1891). Current Sci. 13: 16.

### 1945-1949
- 67. 1945. Another species of Pheretima from India. Sci. & Culture 10: 403.
- 68. 1945. On some earthworms from Ceylon. II. Spolia Zellanica, Colombo 24: 70-90.
- 69. 1945. On some Indian earthworms. II. J. Roy. Asiatic Soc. Bengal, Calcutta (Sci.) 11: 54-91.
- 70. 1945. On some Indian earthworms. Proc. Indian Acad. Sci., Bangalore (B), 21: 208-258.
- 71. 1945. On the oligochaete genus Syngenodrilus and its taxonomic relationships. J. Washington Acad. Sci. 35: 393-396.
- 72. 1945. The earthworms of Allahabad. Proc. Natl. Acad. Sci. India, Allahabad 15: 44-56.
- 73. 1947. Earthworms of the Allahabad sector of the Gangetic Plain. Proc. Natl. Acad. Sci. India, Allahabad 17: 117-128.
- 74. 1947. Note on penial setae in Eutyphoeus quadripapillatus (Michaelsen, 1907). Rec. Indian Mus., Benares 45: 111-113.
- 75. 1947. Notes on breeding, growth and juvenile regeneration in Perionyx sansibaricus (Michaelsen, 1891). (Oligochaeta). Rec. Indian Mus., Calcutta 45: 75-78.
- 76. 1947. Notes on Lampito mauritii (Kinberg, 1867. (Oligochaeta). Rec. Indian Mus., Calcutta 45: 79-88.
- 77. 1948. On segment formation in normal and regenerative growth of earthworms. Growth 12: 165-180.
- 78. 1948. On some earthworms from the Buitenzorg Museum. III. Results of the Third Archbold Expedition 1938-1939. Treubia, Buitenzorg 19: 139-166.
- 79. 1949. A six-segment head regenerate in a supposedly refractory earthworm species, Lumbricus castaneus (Savigny, 1826). Science 110: 567.
- 80. 1949. Miscellanea Megadrilogica. I-IV. American Nat. 83: 139-152.
- 81. 1949. On some earthworms from Perlis and Kedah. Bull. Raffles Mus., Singapore 19: 5-38. 1949. Regeneration in an earthworm, Eisenia foetida (Savigny, 1826). I. Anterior regeneration. Biol. Bull Woods Hole 96: 129-139.
- 82. 1949. On some Indian ocnerodrilids. Proc. Indian Acad. Sci., Bangalore (B), 30: 279-283.

### 1950-1954
- 83. 1950. Regeneration in an earthworm, Eisenia foetida (Savigny, 1826). II. Posterior regeneration. Biol. Bull. Woods Hole 93: 36-45.
- 84. 1950. Regeneration in an earthworm, Eisenia foetida (Savigny, 1826). III. Regeneration from simultaneous anterior and posterior transactions. Biol. Bull. Woods Hole 93: 99.
- 85. 1951. An abnormal earthworm. Amer. Midl. Nat. 45: 471-473.
- 86. 1951. On the earthworms of Saharanpur, Dehra Dun, and some Himalayan hill stations. Proc. Natl. Acad. Sci. India, Allahabad (B), 21: 16-22.
- 87. 1951. Regeneration in an Indian earthworm, Perionyx millardi Stephenson, 1915. Proc. Acad. Sci., Bangalore (B), 34: 115-147.
- 88. 1952. New species of earthworms from the Arnold Arboretum, Boston. Breviora, Mus. Comp. Zool., Harvard, No. 9: 1-3.
- 89. 1952. On some earthworms from Burma. American Mus. Nat. Hist. Novitates, No. 1555: 1-13.
- 90. 1952. On the earthworms of New Hampshire. Breviora, Mus. Comp. Zool. Harvard, No. 10: 1-3.
- 91. 1953. Further notes on the earthworms of the Arnold Arboretum, Boston. Breviora, Mus. Comp. Zool., Harvard, No. 15: 1-9.
- 92. 1953. On regenerative capacity of earthworms of the family Lumbricidae. Amer. Midl. Nat. 50: 414-419.
- 93. 1953. On the earthworms of the Arnold Arboretum, Boston. Bull. Mus. Comp. Zool., Harvard 107: 500-534.
- 94. 1954. Anterior regeneration in a sexthecal species of lumbricid earthworm. Breviora, Mus. Comp. Zool., Harvard, No. 27: 1-5.
- 95. 1954. Exotic earthworms in the United States. Bull. Mus. Comp. Zool., Harvard 111: 219-258.
- 96. 1954. On some earthworms from northeast Burma. Ark. Zool., Stockholm 6(20: 433-439.
- 97. 1954 or 1955. On the evolution of an oriental earthworm species Pheretima anomala (Michaelsen, 1907). Breviora, Mus. Comp. Zool., Harvard, No. 37: 1-8.

### 1955-1959
- 98. 1955. Notes on American earthworms of the family Lumbricidae. I-II. Breviora, Mus. Comp. Zool., Harvard, No. 48: 1-12.
- 99. 1955. Notes on several species of the earthworm genus Diplocardia Garman, 1888. Bull. Mus. Comp. Zool., Harvard 113: 229-259.
- 100. 1955. The earthworms of Burma. VI. Rec. Indian Mus., Calcutta 52: 55-93.
- 101. 1956. Earthworms pf the region south of the Allahabad sector of the Gangetic Plain. Proc. Natl. Acad. Sci. India, Allahabad (B), 26: 145-152.
- 102. 1956. Notes on American earthworms of the family Lumbricidae. III-VII. Bull. Mus. Comp. Zool., Harvard 115:1-46.
- 103. 1956. On another lumbricid earthworm with relictus characteristics and the disposition of Southern's species. Ann. Mag. Nat. Hist., London (12), 9: 369-373.
- 104. 1956. On regeneration by earthworms of a species of the lumbricid genus Dendrobaena Eisen, 1874. Breviora, Mus. Comp. Zool., Harvard, No. 61: 1-6.
- 105. 1956. On the origin of the biclitellate condition in lumbricid earthworms. Ann. Mag. Nat. Hist., London (12), 9: 577-581.
- 106. 1956. Reproduction organ polymorphism in earthworms of the oriental megascolecine genus Pheretima Kinberg, 1867. Evolution, Chicago 10: 213-227.
- 107. 1957. Contribution to a revision of the earthworm family Ocnerodrilidae. The genus Nematogenia. Bull. Mus. Comp. Zool., Harvard 117: 427-445.
- 108. 1957. Contributions to a revision of the earthworm family Lumbricidae. I. Allolobophora limicola. Breviora, Mus. Comp. Zool., Harvard, No. 81: 1-14.
- 109. 1957. Earthworms. In: Nat. Hist. Rennell Island, Copenhagen 2(13): 7-23.
- 110. 1957. On a new octochaetine earthworm, supposedly from Guatemala. Breviora, Mus. Comp. Zool., Harvard, No. 75: 1-8.
- 111. 1957. On the origin of the homoeosis in an aberrant earthworm of the lumbricid species Allolobophora tuberculata (Eisen, 1874), Ann. Mag. Nat. Hist. London (12), 10: 204-208.
- 112. 1958. Contribution to a revision of the earthworm family Lumbricidae. II. Indian species. Breviora, Mus. Comp. Zool., Harvard, No. 91: 1-16.
- 113. 1958. On a hologynous species of the earthworm genus Diplocardia, with comments on oligochaete hologyny and consecutive hermaphroditism. American Mus. Novitiates, No. 1886: 1-9.
- 114. 1958. On Burmese earthworms of the megascolecid subfamily Octochaetinae. Ann. Mag. Nat. Hist London (13), 1: 609-624.
- 115. 1958. On endemicity of earthworms in the British Isles, with notes on nomenclature, taxonomy, and biology (Oligochaeta: Lumbricidae). Ann. Mag. Nat. Hist. London (13), 1: 33-44.
- 116. 1958. On homoeosis, as well as other aberrations, and their origin in an earthworm species, Eisenia foetida (Savigny, 1826), along with some deductions as to morphogenesis in the Lumbricidae. Amer. Midl. Nat. 59: 452-464.
- 117. 1958. On some miscellaneous lots of earthworms belonging to the American Museum of Natural History. American Mus. Novitiates, No. 1887: 1-11.
- 118. 1958. On some species of the oriental earthworm genus Pheretima Kinberg, 1867, with a key to species reported from the Americas. American Mus. Novitiates, No. 1888: 1-33.
- 119. 1959. On a taxonomic puzzle and the classification of the earthworms. Bull. Mus. Comp. Zool., Harvard 121: 229-261.
- 120. 1959. On Indian and Burmese earthworms of the genus Glyphidrilus. Rec. Indian Mus., Calcutta 53: 53-66.
- 121. 1959. On natural regeneration in an oriental megascolecid earthworm, Lampito mauritii Kinberg, 1867. Wasmann J. Biol., San Francisco 17: 55-64.
- 122. 1959. On some earthworms from Taiwan. American Mus. Novitiates, No. 1941: 1-19.
- 123. 1959. The earthworms of Burma. VII. The genus Eutyphoeus, with notes on several Indian species. Rec. Indian Mus., Calcutta 53(1&2): 93-222.

### 1960-1964
- 124. 1960. Earthworms of North American caves. Natl. Speleol. Soc. Bull. 21: 77-84.
- 125. 1960. On another biclitellate earthworm. Amer. Midl. Nat. 63: 418-423.
- 126. 1960. On Burmese earthworms of the family Megascolecidae. Bull. Mus. Comp. Zool., Harvard 123: 203-282.
- 127. 1961. Earthworms of Burma. Burma Res. Soc. 50th Anniversary Publ. No. 1: 51-58.
- 128. 1961. Ecology of some earthworms with special reference to seasonal activity. Amer. Midl. Nat. 66: 61-86.
- 129. 1961. Normal heteromorphism in earthworms. Amer. Midl. Nat. 65: 40-43.
- 130. 1961. On a species of the Indian earthworm genus Eudichogaster (Octochaetidae). Ann. Mag. Nat. Hist. London (13), 3: 645-655.
- 131. 1961. On natural regeneration by earthworms of the megascolecid genus Perionyx Perrier, 1872. Wasmann J. Biol., San Francisco 18: 291-296.
- 132. 1961. On some Burmese and Indian earthworms of the family Acanthodrilidae. Ann. Mag. Nat. Hist. (13), 4: 417-429.
- 133. 1961. On some species of the Oriental earthworm genus Pheretima. Zool. Meded. Leiden 37: 293-312.
- 134. 1962. Contribution to a revision of the earthworm family Ocnerodrilidae. Rec. Zool. Bot. Africaine 65: 247-264.
- 135. 1962. Contributions to a revision of the earthworm family Eudrilidae. I. Libyodrilus Beddard. Ann. Mag. Nat. Hist. (13), 4: 579-585.
- 136. 1962. Contributions to a revision of the earthworm family Ocnerodrilidae. IV-V. Rev. Zool. Bot. Africaine 66: 344-358.
- 137. 1962. Contributions to a revision of the earthworm family Octochaetidae. I-II. Ann. Mag. Nat. Hist. London (13), 5: 209-215.
- 138. 1962. Miscellanea Megadrilogica. V-VI. Proc. Biol. Soc. Washington 75: 137-144.
- 139. 1962. On a new species of the earthworm genus Trigaster Benham, 1886 (Octochaetidae). Breviora, Mus. Comp. Zool., Harvard, No. 178: 1-4.
- 140. 1962. On an exotic earthworm now domiciled in Louisiana. Proc. Louisiana Acad. Sci. 25: 7-15.
- 141. 1962. On natural regeneration by an earthworm species Perionyx sansibaricus Michaelsen, 1891. Wasmann J. Biol. 73-79.
- 142. 1962. On some Burmese earthworms of the moniligastrid genus Drawida. Bull. Mus. Comp. Zool., Harvard 127: 297-373.
- 143. 1962. On some earthworms of Eisen's collections. Proc. California Acad. Sci. (4), 31: 185-225.
- 144. 1962. Preservation of earthworms. [Privately printed.]
- 145. 1963. Earthworms. Encyclopedia Britannica 7th edition, pp. 859–861.
- 146. 1963. Miscellanea Megadrilogica. VII. Greenhouse earthworms. Proc. Biol. Soc. Washington 76: 9-18.

### 1965-1969
- 147. 1965. Louisiana earthworms. I. A preliminary survey. Proc. Louisiana Acad. Sci. 28: 12-20.
- 148. 1965. Louisiana earthworms. II. Variation in two species. Proc. Louisiana Acad. Sci. 28: 20-27.
- 149. 1965. On an Australian species of the earthworm genus Megascolex Templeton, 1844. Australian Zool. 13: 213-215.
- 150. 1965. On peregrine species of the moniligastrid earthworm genus Drawida Michaelsen, 1900. Ann. Mag. Nat. Hist. London (13), 8: 85-93.
- 151. 1965. On variation in an anthropochorous species of the oriental earthworm genus Pheretima Kinberg, 1866. Proc. Biol. Soc. Washington 78: 1-16.
- 152. 1966. Contributions to a revision of the earthworm family Ocnerodrilidae. VII-VIII. Ann. Mag. Nat. Hist. London (13), 9: 49-53.
- 153. 1966. Requiem Ð for megadrile utopias. A contribution toward the understanding of the earthworm fauna of North America. Proc. Biol. Soc. Washington 79: 239-254.
- 154. 1967. A redefnition of the endemic North American earthworm genus Diplocardia (Acanthodrilidae, Oligochaeta, Annelida). Proc. Louisiana Acad. Sci. 30: 24-26.
- 155. 1967. Louisiana earthworms. III. Diplocardia glabra sp. n. (Acanthodrilidae, Oligochaeta, Annelida). Proc. Louisiana Acad. Sci. 30: 26-31.
- 156. 1967. On the earthworm fauna of the great American desert and adjacent areas. Great Basin Nat. 27: 142-176.
- 157. 1967. On two Illinois specimens of Diplocardia singularis, with discussion of their mode of reproduction (Annelida, Oligochaeta). Proc. Biol. Soc. Washington 80: 195-201.
- 158. 1967. On two little-known species of the earthworm genus Diplocardia. Great Basin Nat. 27: 1-10.
- 159. 1968. Contributions to a revision of the Lumbricidae. III. Eisenia hortensis (Michaelsen, 1890). Brevoria, Mus. Comp. Zool., Harvard, No. 300: 1-12.
- 160. 1968. Louisiana earthworms. IV. Diplocardia fusca Gates, 1943 (Acanthodrilidae, Annelida). Proc. Louisiana Acad. Sci. 31: 18-22.
- 161. 1968. Louisiana earthworms. V. Diplocardia fuscula n.sp., an addition to an American genus (Acanthodrilidae, Oligochaeta, Annelida). Proc. Louisiana Acad. Sci. 31: 22-26.
- 162. 1968. On a anthropochorous species of the earthworm genus Pheretima (Megascolecidae, Oligochaeta). J. Nat. Hist. 2: 253-261.
- 163. 1968. On a glossoscolecid earthworm from Panama and its genus. Megadrilogica 1(1): 1-15 [reprinted 1992, 1(1): 1-6]
- 164. 1968. On a new species of earthworm from a Mexican cave. International J. Speleol. 3: 63-70.
- 165. 1968. On a unique earthworm species native to Texas. Texas J. Sci. 20: 61-67.
- 166. 1968. What is Enterion ictericum Savigny, 1826 (Lumbricidae, Oligochaeta)? Bull. Soc. Linn. Normandie (10), 9: 199-208.
- 167. 1968. What is Lumbricus eiseni Levinsen, 1884 (Lumbricidae, Oligochaeta)? Breviora, Mus. Comp. Zool., Harvard, No. 299: 1-9.
- 168. 1969. Contributions to a revision of the earthworm family Lumbricidae. V. Eisenia zebra Michaelsen, 1902. Proc. Biol. Soc. Washington 82: 453-460.
- 169. 1969. On a nw species of the moniligastrid earthworm genus Drawida Michaelsen, 1900. Zoologiceskij zurnal 48(5): 674-676.
- 170. 1969. On the earthworms of Ascension and Juan Fernandez Islands. Breviora, Mus. Comp. Zool., Harvard, No. 323: 1-4.
- 171. 1969. On two American genera of the earthworm family Lumbricidae. J. Nat. Hist. 9: 305-307.

### 1970-1974
- 172. 1970. Miscellanea Megadrilogica. VIII. Megadrilogica 1(2): 1-14. [reprinted 1992, 1(2): 1-6]
- 173. 1970. On a new species in a new earthworm genus from Puerto Rico. Breviora, Mus. Comp. Zool., Harvard, No. 356: 1-11.
- 174. 1970. On a new species of earthworm from another Mexican cave. Southwestern Nat. 15(2): 267-269.
- 175. 1970. On an interesting Philippine species of the earthworm genus Pheretima Kinberg, 1866 (Oligochaeta, Annelida). Proc. Biol. Soc. Washington 83(13): 155-160.
- 176. 1970. On some New Guinea earthworms. Australian Zool. 15(3): 386-390.
- 177. 1971. On a new species of California earthworm, Haplotaxis ichthyophagous (Oligochaeta, Annelida). Proc. Biol. Soc. Washington 84(25): 203-212. 1971. On some earthworms from Mexican caves. Assoc. Mexican Cave Studies Bull. 4: 3-8.
- 178. 1971. On reversions to former ancestral conditions in megadrile oligochaetes. Evolution 25(1): 245-248.
- 179. 1972. Burmese Earthworms. An introduction to the systematics of megadrile oligochaetes with special references to southeast Asia. Trans. Amer. Philos. Soc., (N.S.), 62(7): 1-326.
- 180. 1972. On American earthworm genera. I. Eisenoides (Lumbricidae). Bull. Tall Timbers Res. Stn., No. 13: 1-17.
- 181. 1972. On the sedwicki complex of the earthworm genus Pheretima Kinberg, 1886. Micronesica 8(1-2): 117-124.
- 182. 1972. On variation in another anthropochorous species of the oriental earthworm genus Pheretima Kinberg, 1866 (Megascolecidae). Bull. Tall Timbers Res. Stn., No. 13: 18-44.
- 183. 1972. Toward a revision of the earthworm family Lumbricidae. IV. The trapezoids species complex. Bull. Tall Timbers Res. Stn., No. 12: 1-146.
- 184. 1973. Contributions to a revision of the earthworm family Glossoscolecidae. I. Pontoscolex corethrurus (Müller, 1857). Bull. Tall Timbers Res. Stn., No. 14: 1-12.
- 185. 1973. Contributions to a revision of the earthworm family Ocnerodrilidae. IX. What is Ocnerodrilus occidentalis? Bull. Tall Timbers Res. Stn., No. 14: 13-28.
- 186. 1973. Memorandum on the species name Lumbricus terrestris. Bull. Zool. Nomenclature 30(2): 34.
- 187. 1973. On more earthworms from Mexican caves. Assoc. Mexican Cave Studies Bull. 5: 21-24.
- 188. 1973. The earthworm genus Octolasion in America. Bull. Tall Timbers Res. Stn., No. 14: 29-50.
- 189. 1974. Contributions to a revision of the Lumbricidae. X. Dendrobaena octaedra (Savigny, 1826) with special reference to the importance of its parthenogenetic polymorphism for the classification of earthworms. Bull. Tall Timbers Res. Stn., No. 15: 1
- 190. 1974. Contributions to a revision of the Lumbricidae. XI. Eisenia rosea (Savigny, 1826). Bull. Tall Timbers Res. Stn., No. 16: 9-30.
- 191. 1974. On a new species of earthworm in a southern portion of the United States. Bull. Tall Timbers Res. Stn., No. 15: 1-13.
- 192. 1974. On oligochaete gonads. Megadrilogica 1(9): 1-4.
- 193. 1974. Present names of some New Zealand earthworms. Megadrilogica 1(12): 2-3.

### 1975-1979
- 194. 1975. Contributions to a revision of the Lumbricidae. XII. Enterion mammale Savigny, 1826. Megadrilogica 2(1): 1-5.
- 195. 1975. Contributions to a revision of the Lumbricidae. XIII. Eisenia japonica (Michaelsen, 1891). Megadrilogica 2(4): 1-3.
- 196. 1975. Contributions to a revision of the Lumbricidae. XIV. What is Enterion terrestris Savigny, 1826 and what are its relationships? Megadrilogica 2(4): 10-12.
- 197. 1975. Contributions to a revision of the Lumbricidae. XV. On some other species of Eisenia. Megadrilogica 2(5): 1-7.
- 198. 1975. Contributions to a revision of the Lumbricidae. XVII. Allolobophora minuscula Rosa, 1906 and Enterion pygmaeum Savigny, 1826. Megadrilogica 2(6): 7-8.
- 199. 1975. Contributions to a revision of the Lumbricidae. XVIII. Octolasion calarense Tétry, 1944. Megadrilogica 2(7): 1-4.
- 200. 1975. On a few earthworms from New Guinea (Oligochaeta). Megadrilogica 2(1): 6-8.
- 201. 1975. On three species of the earthworm genus Diplocardia. Bull. Tall Timbers Res. Stn., No. 19: 1-48.
- 202. 1976. Contributions to a revision of the Lumbricidae. XIX. On the genus of the earthworm Enterion roseum Savigny, 1826. Megadrilogica 2(12): 4.
- 203. 1976. More on earthworm distribution in North America. Proc. Biol. Soc. Washington 89(40): 467-476.
- 204. 1976. More on oligochaete distribution in North America. Megadrilogica 2(11): 1-6.
- 205. 1976. Note on a little known species of the American earthworm genus Diplocardia. Megadrilogica 2(8): 7-8.
- 206. 1976. On earthworm ovaries and their importance in megadrile systematics. I. Megadrilogica 2(12): 1-2.
- 207. 1977. Contributions to a revision of the Lumbricidae. XX. The genus Eiseniella in North America. Megadrilogica 3(5): 71-79.
- 208. 1977. Extra tails on earthworms. Megadrilogica 3(4): 70.
- 209. 1977. La faune terrestre de l'Île de Sainte ÐHelene. I. Oligochaeta. Mus. Roy. Afr. Cent. (Ser. IN-8), Sci. Zool., No. 220: 469-491.
- 210. 1977. More on the earthworm genus Diplocardia. Megadrilogica 3(1): 1-47.
- 211. 1977. On some earthworms from North American caves. Assoc. Mexican Cave Studies Bull. 6: 4.
- 212. 1977. On the correct generic name for some west coast native earthworm, with aids for a study of the genus. Megadrilogica 3(2): 54-60.
- 213. 1978. Contributions to a revision of the Lumbricidae. XXI. The earthworm genus Lumbricus in North America. Megadrilogica 3(6): 81-116.
- 214. 1978. Contributions to a revision of the Lumbricidae. XXII. The genus Eisenia in North America. Megadrilogica 3(8): 131-147.
- 215. 1978. On a new species of octochaetid earthworm from Mexico. Proc. Biol. Soc. Washington 91(2): 439-443.
- 216. 1979. A new genus of larger ocnerodrilid earthworms in the American Hemisphere. Megadrilogica 3(9): 162-164.
- 217. 1979. Contributions to a revision of the Lumbricidae. XXIII. The genus Dendrodrilus Omodeo, 1956 in North America. Megadrilogica 3(9): 151-162.
- 218. 1979. Contributions to a revision of the Lumbricidae. XXIV. What is Dendrodrilus byblica Rosa, 1893? Megadrilogica 3(10): 175-176.
- 219. 1979. South Dakota does have earthworms! Megadrilogica 3(9): 165-166.

### 1980-1982
- 220. 1980. Contributions to a revision of the Lumbricidae. XXV. The genus Allolobophora Eisen, 1874 in North America. Megadrilogica 3(11): 177-184.
- 221. 1980. Contributions to a revision of the Lumbricidae. XXVI. On two octolasia. Megadrilogica 3(12): 205-211.
- 222. 1982. Farewell to North American megadriles. Megadrilogica 4(1-2): 12-77.